# Crevillente Deportivo
Crevillente Deportivo is een Spaanse voetbalclub uit Crevillent in de regio Valencia. De club werd in 1967 opgericht en speelt in de Tercera División (grupo 6). Thuiswedstrijden worden gespeeld in het Estadio Municipal Enrique Miralles, dat een capaciteit van 3.500 plaatsen heeft.